# 城南信用金庫
城南信用金庫（じょうなん しんようきんこ、英語：The Johnan Shinkin Bank）は、東京都品川区に本店を置く大手信用金庫である。
その名の通り、営業地域の中心は東京都区部の城南エリアで、店舗網は東京都港区青山から神奈川県の湘南地区（藤沢市）や厚木市、相模原市淵野辺に及ぶ。

## 概要
設立以来、2001年（平成13年）に合併で京都中央信用金庫が誕生するまで、全国の信金で預金量・貸出金量ともに1位を継続していた。2017年3月末時点で預金量・貸出金量は全国2位である。
信金業界では有数の経営規模で、市場が大きい首都圏を地盤としていることから、各地にある信金とその取引先を集めた商談会「よい仕事おこしフェア」を開催し、「よい仕事おこしネットワーク」の事務局を務めるなど信金業界全体の活動も行っている。

## 経営
初代理事長は代田朝義（元六郷信用組合長、後に大田区長となる）、2代目理事長は酒井熊次郎（元入新井信用組合長、全国信用金庫連合会（現：信金中央金庫）会長）。3代目理事長・会長となった小原鐵五郎（「信用金庫の神様」と呼ばれた）は1918年（大正7年）、富山県で生じた米騒動を見て「貧富の差をなくして安定した社会を作りたい」と考え、翌年7月に大崎信用組合に入社。全国信用金庫協会や全国信用金庫連合会（現：信金中央金庫）会長を務めた。
- 「裾野金融」
- 「貸すも親切、貸さぬも親切」
- 「カードは麻薬」

などの「小原哲学」（名前の一字を取って、「小原鉄学」「小原鐵学」とも」言われた）は現在も城南信金の経営理念として残る（内容については「小原鐵五郎」を参照）。
小原没後も、自由化に対応して、独自のプライムレートの導入、不良債権のディスクロージャーの実施、懸賞金付定期預金、民間版定額貯金である「スーパートップ」「ハイパートップ」「超（ハイパー）優貯（ゆうちょ）」「民間版住宅金融公庫ローン（超固定）」など独自商品を開発する。
バブル期において株式やゴルフ場地の購入などの投機的な資金を貸さなかった。
また、消費者向けのカードローンは現状では一切扱っていない。クレジット・信販会社とのATM提携も一切行っていない。投資信託や保険、デリバティブなど顧客にリスクのある金融商品（国債や地方債等の公共債を含む）も一切扱っていない。サブプライム関連の投資も一切取り扱っていない。
格付け機関であるフィッチ・レーティングスによる格付けは格付開始以来2010年まで8年連続して☆☆☆（最高位）。
日本経済新聞の実施する「日経金融機関ランキング」の「顧客満足度調査」において、「健全性・信頼感」の分野で、第1回、第2回、第3回の3年連続で全国金融機関のなかで第1位であった。
2010年（平成22年）11月10日、吉原毅が理事長に就任し新体制が発足。以来、「信用金庫は英国ロッチデール先駆者協同組合に端を発する相互扶助のための協同組織運動である」との認識に立ち、「信用金庫の原点回帰」「小原哲学の復活」を方針とし、「地域を守り、地域の方々を幸せにするための社会貢献企業」を目指した。2011年の東北地方太平洋沖地震（東日本大震災）の復興支援や地域の福祉作業所の援助などのボランティア活動も行なっている。また、新体制では理事長の年収を支店長以下の1200万円に抑え、任期を理事長・会長の通算で最長4年、定年を60歳とした。さらに「営業店が主役である」とする現場第一主義（逆さまのピラミッド）、委員会を多用した合議制による意思決定、執行・管理・人事・監査の4権分立（現在は内部監査も含めた5権分立）している。2015年12月には、理事会の議長を理事長・副理事長以外から理事会で選任、内部監査部門の長を理事会選任、理事会に特別監査権付与、職員外理事（弁護士）を委員長とする内部監査委員会を発足させた。
東日本大震災に伴う福島第一原子力発電所事故が進行中であった2011年（平成23年）4月1日、「原発に頼らない安心できる社会へ」というキャンペーンを開始し、5月2日には各種の節電商品サービスを開始。同年12月2日には原子力発電を使わない電力会社への切り替えを促すため、2012年（平成24年）1月よりエネットから電力を購入することを発表。2012年11月には原発の経済的問題を研究するシンクタンク「城南総合研究所」を設立し、名誉所長に加藤寛慶應義塾大学名誉教授、2014年7月には小泉純一郎同名誉教授が就任して全国で講演活動を展開するなど、原発からの脱却を訴えている。

## 沿革
- 1902年（明治35年）7月、旧一宮藩主で鹿児島県知事を務めた加納久宜（子爵）が、産業組合運動の一環として、イギリスの協同組合制度を手本として、地域振興のために、山王の自邸を事務所として設立した都内最古の入新井信用組合が起源。加納は地元の教育と経済振興を通じて地域住民の福祉の向上をはかることを目的として信用組合を設立し、運営に当たっては「一に公益事業、二に公益事業、ただ公益事業に尽くせ」と指導した。当時、信用組合は「地方自治権の基礎」とされた。
- 1905年（明治38年）5月、加納久宜と入新井信用組合は、第一回産業組合全国大会を呼びかけ、その議長を務める。
- 大正初期、東京府は貧富格差の是正、弱者救済、国民生活改善、思想善導、質実剛健、勤倹貯蓄奨励、社会国家の健全なる発達などを目的に、産業組合5カ年計画を策定して組合設立を指示。これを受けて、各地の町長など有力者が、入新井信用組合を見習い、公益事業の一環として、私財を投じて組合長をひきうけ、各町役場の中などにおいて、城南信用組合の前身となる城南地区の各信用組合が発足。
- 1945年（昭和20年）8月 城南地区の15の市街地信用組合が合併して、新たに城南信用組合が設立される。初代理事長には、代田朝義（後に大田区長となる）が就任[注 1]。
- 1948年（昭和23年）10月、酒井熊次郎（元入新井信用組合長）が2代目理事長に就任。
- 1951年（昭和26年）6月、城南信用金庫に改組。
- 1956年（昭和31年）5月、小原鉄五郎（後に全国信用協同組合連合会（現：信金中央金庫）会長。全国信用金庫協会会長になる）が3代目理事長に就任。
- 1959年（昭和34年）2月、東都信用金庫の事業全てを譲り受ける。
- 1961年（昭和36年）7月、芝商工信用金庫の事業全てを譲り受ける。
- 1970年（昭和45年）10月、現本店竣工。
- 1991年（平成3年）4月、金融界初の独自で短期・長期プライムレートを導入。
- 2012年（平成24年）11月、城南総合研究所を設立。
- 2015年（平成27年）6月、吉原毅理事長が相談役に退き、守田正夫常勤理事が後任として昇格[4]。
- 2017年（平成29年）6月、守田正夫理事長が相談役に退き、渡辺泰志常務理事が理事長に昇格[5]。
- 2018年（平成30年）4月、蓮沼支店（大田区）に新興企業向けシェアオフィス「j－Create＋（ジェイ・クリエイト・プラス）」開設予定[6]。
- 2019年（令和元年）6月、渡辺泰志理事長が相談役に退き、川本恭治常勤理事が理事長に昇格。
- 2026年（令和8年）1月5日、勘定系システムを自営システムからNTTデータの信用金庫共同システムへリプレース。

## 歴代理事長
代田朝義、酒井熊次郎、小原鉄五郎、杉村安治、橋本造酒蔵、真壁実、鈴木康之、宮田勲、深澤浩二、吉原毅、守田正夫、渡辺泰志、川本恭治、林稔

## 関連会社
- 株式会社城南不動産サービス
- 株式会社城南情報サービス

## 営業地域
東京都一円および神奈川県東部。店舗は横浜市（16店）、大田区（15店）、世田谷区（14店）に多い。この他にも神奈川県川崎市、相模原市、大和市、厚木市、海老名市、座間市、藤沢市、伊勢原市、綾瀬市、平塚市、秦野市、茅ヶ崎市、鎌倉市、高座郡寒川町、愛甲郡愛川町を営業基盤に持つ。
綾瀬市、伊勢原市、平塚市、秦野市、高座郡寒川町、茅ヶ崎市、鎌倉市には営業窓口はない。

## 政府系金融機関との提携解消
城南信用金庫は2005年（平成17年）に「日本政策投資銀行などの政府系金融機関との提携解除」を発表した。同金庫によれば、政府系金融機関は、第二次世界大戦後から1965年（昭和40年）頃にかけて、長期資金の供給など、民間が対応できない分野で一定の役割を果たしてきた。しかし、いまや民間でも長期資金の供給は十分可能であり、逆に政府系金融機関が民間の仕事を奪うなど民間と競合しており、その存在意義を失っていることから、同金庫では「政府系金融機関の役割はもはや終わった」「もはや政府系金融機関は必要ない」という考えに基づき提携を解消したものである。
『日本経済新聞』（2005年11月9日）は「民間金融機関が政府系金融機関との契約を解除するのは異例だ。政府系金融機関については経済財政諮問会議（座長：小泉純一郎首相）が統廃合や民営化などの基本方針を月内にもまとめる予定で、改革論議にも影響を与えるとみられる」と論評した。これに対して政府系金融機関は「政府系金融機関のノウハウを生かす」「地域活性化」や「地場産業育成」を理由に民間金融機関との提携を促進しており、2008年2月時点で、提携解消に追随した民間金融機関は存在しない。
その後、東日本大震災を契機に信用金庫の原点回帰という方針を掲げ、公共的使命を持ったお客様応援企業として地域社会を支援するために、日本政策金融公庫との協調融資を開始している。

## ATMについて
- 全銀システム加盟の銀行、信用金庫、信用組合、労働金庫、農業協同組合、コンビニエンスストア店舗とセブン銀行、イオン銀行、ビューアルッテATMでの出金取引が可能（残高照会は手数料が無料。他は要手数料）。
- 全国の信用金庫と入金ネット(相互入金業務協議会加盟の金融機関)·ゆうちょ銀行·セブン銀行·ローソン銀行のATMでは入金も可能（残高照会は手数料が無料。他は要手数料）。なお、みずほ銀行との相互入金業務は2024年7月31日をもって終了となった。
- 城南のATMでの入出金（通帳併用取引も可能）は平日午前8時から午後9時、土曜日は午前8時45分から午後7時まで取引可能。
- 長らく城南のATMでは振込を扱っていなかったが、2011年10月より振り込め詐欺防止機能（窓口で振込機能付与や振込先の事前登録を行う）を付けた上で取り扱いを開始した。
- 城南の全支店のATMは日曜・祝日には稼動していないが、ホストコンピュータは稼動しているため、他金融機関やコンビニ店舗などのATMで取引が可能。
- 振込と振替はインターネットバンキングとテレホンバンキングサービスでも提供している。：テレホンバンキングサービスによる取引は平日午前8時から午後9時まで、土は午前8時から午後5時まで。: テレホンバンクセンターでは全て自金庫の職員が取引を処理している。
- ATMベンダーは富士通（FACT-Vモデル10とFACT-Vモデル20）であり三菱東京UFJ銀行（旧東京三菱銀行）と同様、ICキャッシュカードを発行しており、出金操作時に登録した掌の生体認証装置とキャッシュカードに登録した暗証番号で本人確認をしている。
- ATMシステムはほぼ自前で開発している。カードの紛失・盗難の受付は、本支店と世田谷区にある集中管理センター（テレホンバンクセンター内）で処理している。

## オリジナル商品等
- 日本初の独自の短期・長期プライムレート制度の実施と公定歩合に先行した引き下げの実施（1991年4月『日本経済新聞』他）
- 日本初のスプレッドバンキング方式による収益管理（トランスファープライシング）の導入（1991年4月『近代セールス』）
- 日本初の不良債権のディスクロージャーの実施（大手銀行に1年先行す、1992年4月『日本経済新聞』他）
- 日本初の毎年地方の特産品が送られる定期積金の開発（1993年6月：ニッキン他）
- 日本初のゆうちょ銀行定額貯金対抗商品「スーパートップ」（1993年10月、1994年2月『日本経済新聞』優秀製品サービス賞優秀賞受賞）の開発（その後「ハイパートップ」（1995年10月、1996年2月『日本経済新聞』優秀製品サービス賞優秀賞受賞）。「超郵貯」（1999年12月）の開発へとつながる）（『日本経済新聞』他）
- 日本初の懸賞金付き定期預金「スーパードリーム」を開発（1994年11月、1995年2月『日本経済新聞』優秀製品サービス賞最優秀賞受賞）（懸賞金付き定期預金の開発は大蔵省が反対したが国民や識者などの支持の下に実現し社会現象となり、各金融機関が追随。『日本経済新聞』『読売新聞』『朝日新聞』『毎日新聞』『産経新聞』『東京新聞』のほか各テレビニュース、英『フィナンシャルタイムス』他）
- 日本の金融機関初のテレホンバンキングの実施（本人確認への乱数表の利用も日本初。1995年6月『日本経済新聞』他）
- 郵貯（当時）ATM提携並びにデビットカードサービスを開始（当初グループに参加、1999年1月『日本経済新聞』他）
- 民間版住宅金融公庫ローン「超固定」の実施（2001年10月『読売新聞』。参議院予算委員会で小泉首相が取り上げ、本商品が住宅金融公庫民営化決定の契機となる。2001年11月NHK国会参議院予算委員会中継、2002年NHK新春記者会見）
- 日本初の独自のATM月間利用限度額の実施（2005年5月『読売新聞』他）
- 「原発に頼らない安心できる社会へ」という、脱原発を目的とした節電キャンペーンを開始（2011年4月）
- 脱原発を目的とした「節電プレミアムローン」「節電プレミアム預金」「節電応援信ちゃん福袋プレゼント」の取扱いを開始（2011年5月）
- 日本初の、振り込め詐欺防止機能付ATMを開発（2011年10月）
- 日本初の、金融機関による成年後見法人である「一般社団法人しんきん成年後見サポート」を設立（さわやか信用金庫、芝信用金庫、目黒信用金庫、湘南金庫と城南の5金庫が設立。2015年1月)
- 日本初の家族信託を支援するための家族信託預金、見守りサービス付きの定期積金、遺言代用機能をもつ定期預金を開発(2015年12月)
- 日本初の成年後見制度を支援する「成年後見サポート口座」を開発（成年後見支援信託の代替商品として内閣府に提言し、閣議決定される、2017年3月）

## 社会貢献
災害後に金銭寄託による社会貢献を行っている。
- 1995年（平成7年） 兵庫県南部地震（阪神・淡路大震災）：1億円
- 2000年（平成12年） 三宅島#2000年の噴火：1億円
- 2004年（平成16年） 新潟県中越地震：1億円
- 2008年（平成20年） 岩手・宮城内陸地震：1億円
- 2011年（平成23年）
  - 東北地方太平洋沖地震（東日本大震災）：3億円
  - 役職員を宮城県石巻市に派遣して避難所の炊出し、仮設住宅を巡回する移動図書館などの支援活動を実施。
- 2013年（平成25年） 伊豆大島土石流災害：1千万円
- 2014年（平成26年） 広島土砂災害：1千万円
- 2015年（平成27年） ネパール地震：240万円
- 2016年（平成28年） 熊本地震：1億円

## 電子納税への取り組み
- 国税庁の国税ダイレクト納付の取扱いが可能である。
- Pay-easy(ペイジー)は、平成30年4月時点で、インターネットバンキング、モバイルバンキングにおいて利用可能であり、国税の納付にも対応している。

## 本店ビル
創立25周年を記念して東京都品川区西五反田七丁目2番3号の山手通り沿いに建設され、1970年9月に竣工。隅を落とした八角形の水平断面とするとともに、外壁の多くの部分を耐力壁として小窓を連続配置した。設計は佐藤武夫設計事務所、施工は大林組。1972年には、第13回BCS賞を受賞した。
- 地下2階・地上11階・塔屋2階、鉄骨鉄筋コンクリート構造
- 敷地面積 - 2,018m2
- 建築面積 - 1,550m2
- 延床面積 - 15,923m2

### 注
1. ↑  参加組合 - 大崎、品川、大井、大森、入新井、馬込、池上、蒲田、六郷、矢口、羽田、荏原、碑衾、駒沢、砧。
2. ↑  過去には高円寺支店旧店舗が、杉並車庫近辺にあったことが、その車庫窓口に寄贈された写真によりわかる。